# Campeonato Africano de Handebol Masculino de 2016
O Campeonato Africano de Handebol Masculino de 2016 foi a 22ª edição do campeonato, que teve como sede o Egito, entre os dias 21 e 30 de janeiro de 2016. O torneio serviu como qualificatório para as Olimpíadas de 2016, no Rio de Janeiro, bem como para o Mundial de Handebol masculino de 2017.
O Egito ganhou o seu sexto título após derrotar a Tunísia 21-19, enquanto Angola derrotou a Argélia 25-19 para assegurar a conquista da medalha de bronze.
Com a vitória, a seleção do Egito qualificou-se para os Jogos Olímpicos diretamente, enquanto o vice-campeão, a Tunísia, recebeu um lugar no Torneio Qualificatório Olímpico.

## Local
| Cairo                                                 | Cairo |
| ----------------------------------------------------- | ----- |
| Cairo Stadium Indoor Halls Complex Capacidade: 16,900 | Cairo |

### Equipas qualificadas
| País                           | Prévias aparições no torneio1 |
| ------------------------------ | --- |
| Argélia                        | 20 (1976, 1979, 1981, 1983, 1985, 1987, 1989, 1991, 1992, 1994, 1996, 1998, 2000, 2002, 2004, 2006, 2008, 2010, 2012, 2014)       |
| Angola                         | 13 (1981, 1983, 1985, 1987, 1989, 1998, 2002, 2004, 2006, 2008, 2010, 2012, 2014)                                                 |
| Camarões                       | 12 (1974, 1976, 1979, 1996, 1998, 2002, 2004, 2006, 2008, 2010, 2012, 2014)                                                       |
| Congo                          | 17 (1979, 1981, 1983, 1985, 1987, 1989, 1991, 1994, 1996, 1998, 2002, 2004, 2006, 2010, 2012, 2014)                               |
| República Democrática do Congo | 9 (1992, 2000, 2002, 2004, 2006, 2008, 2010, 2012, 2014)                                                                          |
| Egito                          | 19 (1979, 1981, 1983, 1985, 1987, 1989, 1991, 1992, 1994, 1996, 1998, 2000, 2002, 2004, 2006, 2008, 2010, 2012, 2014)             |
| Gabão                          | 6 (2000, 2002, 2006, 2010, 2012, 2014)                                                                                            |
| Quênia                         | 1 (2004) |
| Líbia                          | 3 (2004, 2010, 2014) |
| Marrocos                       | 16 (1987, 1989, 1991, 1992, 1994, 1996, 1998, 2000, 2002, 2004, 2006, 2008, 2010, 2012, 2014)                                     |
| Nigéria                        | 9 (1979, 1981, 1996, 1998, 2002, 2006, 2008, 2010, 2014)                                                                          |
| Tunísia                        | 21 (1974, 1976, 1979, 1981, 1983, 1985, 1987, 1989, 1991, 1992, 1994, 1996, 1998, 2000, 2002, 2004, 2006, 2008, 2010, 2012, 2014) |

1 em Negrito indica o campeão daquele ano. Itálico indica o país-sede.

## Árbitros
7 casais foram anunciados para a competição.
| País            | Árbitros                          |
| --------------- | --------------------------------- |
| Benim           | Jonas Alyidi Arseny Datundji      |
| Benim           | Akpasta Yao Ajpeco Asinon         |
| RD Congo        | Sunguay Mobaity Moya Koyachilis   |
| Egito           | Mostefa Maamaly Sami, Abdelaziz   |
| Costa do Marfim | Mamado Diabite Yalatema Coulibaly |
| Senegal         | Abdallah Faye Fadhel Diop         |
| Tunísia         | Ramzi Khenissi Ismail Boualloucha |

## Fase preliminar
O sorteio foi realizado em 23 de outubro de 2015.

### Grupo A
| Pos | Team     | Pld | W | D | L | GF  | GA  | GD  | Pts | Qualification                           |
| --- | -------- | --- | - | - | - | --- | --- | --- | --- | --------------------------------------- |
| 1   | Egito    | 5   | 5 | 0 | 0 | 148 | 87  | +61 | 10  | Avança para quartos-de-final.           |
| 2   | Argélia  | 5   | 4 | 0 | 1 | 145 | 118 | +27 | 8   | Avança para quartos-de-final.           |
| 3   | Marrocos | 5   | 3 | 0 | 2 | 115 | 125 | −10 | 6   | Avança para quartos-de-final.           |
| 4   | Camarões | 5   | 2 | 0 | 3 | 120 | 128 | −8  | 4   | Avança para quartos-de-final.           |
| 5   | Nigéria  | 5   | 1 | 0 | 4 | 110 | 144 | −34 | 2   | Avança para disputa do 9º ao 12º lugar. |
| 6   | Gabão    | 5   | 0 | 0 | 5 | 115 | 151 | −36 | 0   | Avança para disputa do 9º ao 12º lugar. |

### Grupo B
| Pos | Team                           | Pld | W | D | L | GF  | GA  | GD  | Pts | Qualification                           |
| --- | ------------------------------ | --- | - | - | - | --- | --- | --- | --- | --------------------------------------- |
| 1   | Tunísia                        | 5   | 5 | 0 | 0 | 187 | 96  | +91 | 10  | Avança para quartos-de-final.           |
| 2   | Angola                         | 5   | 4 | 0 | 1 | 148 | 104 | +44 | 8   | Avança para quartos-de-final.           |
| 3   | República Democrática do Congo | 5   | 3 | 0 | 2 | 131 | 143 | −12 | 6   | Avança para quartos-de-final.           |
| 4   | Congo                          | 5   | 1 | 1 | 3 | 130 | 142 | −12 | 3   | Avança para quartos-de-final.           |
| 5   | Líbia                          | 5   | 1 | 1 | 3 | 103 | 122 | −19 | 3   | Avança para disputa do 9º ao 12º lugar. |
| 6   | Quênia                         | 5   | 0 | 0 | 5 | 102 | 194 | −92 | 0   | Avança para disputa do 9º ao 12º lugar. |

## Classificação Final
| Rank | Team                           |
| ---- | ------------------------------ |
|      | Egito                          |
|      | Tunísia                        |
|      | Angola                         |
| 4    | Argélia                        |
| 5    | Camarões                       |
| 6    | Marrocos                       |
| 7    | República Democrática do Congo |
| 8    | Congo                          |
| 9    | Líbia                          |
| 10   | Nigéria                        |
| 11   | Gabão                          |
| 12   | Quênia                         |

### Time das Estrelas
Time de Estrelas do torneio:
- Goleiro:  Hamza Majed (TUN)Hamza Majed (TUN)
- Direita:  Redouane Saker (ALG)Redouane Nalietava (ALG)
- Defensor direito: Ahmed El-Ahmar (EGY)Ahmed El-Ahmar (EGY)
- Defensor central:  Sobhi Saied (TUN)Sobhi Saied (TUN)
- Defensor esquerdo:  Moreno Da Silva (ANG)Moreno Da Silva (ANG)
- Asa esquerda:  Hossam Khedr (EGY)Hossam Khedr (EGY)
- Pivô:  Mohamed Hashem (EGY)Mohamed Hashem (EGY)